# Alpine A610
De Alpine A610 is een sportwagen van de Franse autofabrikant Alpine die werd geproduceerd van 1991 tot 1995.

## Historiek
De Alpine A610 werd in 1991 op het Autosalon van Genève voorgesteld. In tegenstelling tot zijn voorganger, de Alpine V6 Turbo, volgde de A610 opnieuw de traditionele typeaanduiding van Alpine. Alhoewel de A610 volledig opnieuw ontworpen was,  vertoonde de wagen uiterlijk nog steeds veel gelijkenissen met zijn voorganger uit 1984.

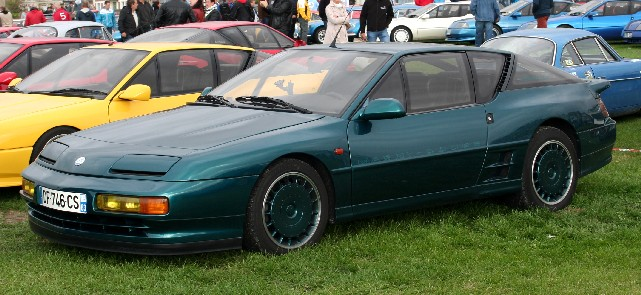
Alpine A610 Magny-Cours

Naast de standaardversie zijn er ook een paar bijzondere uitvoeringen van de A610 verschenen. De A610 Albertville 92 werd in 1991 uitgebracht naar aanleiding van de Olympische Spelen. Deze wagens hadden een specifieke witte kleur en interieur, maar gebruikten de standaard motor en specificaties. De A610 Magny-Cours werd uitgebracht in een oplage van 31 exemplaren naar aanleiding van de Williams-Renault Formule 1-overwinning in de Franse Grand Prix op Magny-Cours in 1991. De wagens hadden de specifieke Williams-blauwe kleur met velgen in dezelfde carrosseriekleur.
Met de A610 probeerde Alpine om het hogere segment van sportwagens te betreden. Maar door het gedateerde design van de wagen en zijn hoge prijs, die in de ordegrootte van de toenmalige Porsche 911 lag, werd de A610 geen succes. Er werden slechts 818 exemplaren gebouwd, waarvan amper 80 stuks tussen 1993 en het einde van de productie in 1995. De laatste A610 verliet op 7 april 1995 de fabriek in Dieppe.

## Ontwerp
Ten opzichte van zijn voorganger werd de chassisstructuur van de A610 grondig herwerkt en ook het interieur en de geluidsisolatie werden sterk verbeterd. De voorkant van de wagen werd volledig vernieuwd met mistlampen en inklapbare koplampen, maar desondanks leek de rest van de wagen nog steeds sterk op de voorgaande modellen die sinds 1984 gebouwd werden. 
Stuurbekrachtiging, elektrische ramen en spiegels, een autoradio met geïntegreerde cassettespeler en bediening aan het stuur, airconditioning, alarm, boordcomputer en ABS behoorden tot de standaard uitrusting. Een cd-speler en een lederen bekleding waren in optie leverbaar.
De wagen werd aangedreven door een 3,0-liter turbo V6 PRV-motor met 184 kW (250 pk), goed voor een topsnelheid van 265 km/u en een acceleratie van 0 naar 100 km/u in 5,7s. 

## Trivia
In de "Supercar Showdown"-DVD van Jeremy Clarkson uit 2007 wordt een zeldzaam exemplaar van de A610 vernield door ermee te pletter te rijden tegen een betonnen vangrails.